# Паул Босвелт
Паул Босвелт (нід. Paul Bosvelt, нар. 26 березня 1970, Дутінхем) — нідерландський футболіст, півзахисник.
Насамперед відомий виступами за клуб «Феєнорд», а також національну збірну Нідерландів.
Володар Кубка УЄФА.

## Клубна кар'єра
У дорослому футболі дебютував 1989 року виступами за команду клубу «Гоу Ехед Іглз», в якій провів п'ять сезонів, взявши участь у 139 матчах чемпіонату.
Протягом 1994—1997 років захищав кольори команди клубу «Твенте».
Своєю грою за останню команду привернув увагу представників тренерського штабу клубу «Феєнорд», до складу якого приєднався 1997 року. Відіграв за команду з Роттердама наступні шість сезонів своєї ігрової кар'єри. Більшість часу, проведеного у складі «Феєнорда», був основним гравцем команди. За цей час виборов титул володаря Кубка УЄФА.
Протягом 2003—2005 років захищав кольори команди клубу «Манчестер Сіті».
Завершив професійну ігрову кар'єру у клубі «Геренвен», за команду якого виступав протягом 2005—2007 років.

## Виступи за збірну
2000 року дебютував в офіційних матчах у складі національної збірної Нідерландів. Протягом кар'єри у національній команді, яка тривала 5 років, провів у формі головної команди країни 24 матчі.
У складі збірної був учасником чемпіонату Європи 2000 року у Бельгії та Нідерландах, чемпіонату Європи 2004 року у Португалії.

## Титули і досягнення
- «Феєнорд»

Володар Кубка УЄФА (2001-02)
Ередивізі (1988-99)
Суперкубок Нідерландів з футболу (2000)